# Mount Machray
Mount Machray är ett berg i Kanada.   Det ligger på gränsen mellan Alberta och British Columbia, i den västra delen av landet, 3 200 km väster om huvudstaden Ottawa. Toppen på Mount Machray är 2 745 meter över havet, eller 413 meter över den omgivande terrängen. Bredden vid basen är 3,3 km.
Terrängen runt Mount Machray är kuperad åt nordost, men åt sydväst är den bergig. Trakten runt Mount Machray är nära nog obefolkad, med mindre än två invånare per kvadratkilometer.. Det finns inga samhällen i närheten. 
Trakten runt Mount Machray består i huvudsak av gräsmarker.